# Alfie Scopp
Alfie Scopp, né le 15 septembre 1919 à Londres et mort le 24 juillet 2021 à Toronto, est un acteur et scénariste canadien.

## Biographie
Scopp est né en septembre 1919 à Londres, en Angleterre. Enfant, lui et sa famille ont émigré à Montréal, au Canada. Pendant la Seconde Guerre mondiale, il faisait partie de l'Aviation royale du Canada à Terre-Neuve. C'est à cette époque qu'il entame une carrière à la radio, travaillant pour la station locale CBG (AM). Au théâtre, il a travaillé dans différentes productions torontoises, en plus de travailler pour l'Office national du film du Canada. Il a assisté à l'Académie des Arts Radio de Lorne Greene après la guerre, avec Leslie Nielsen, Gordie Tapp et Fred Davis.
Il a fourni la voix de l'Épouvantail dans la série télévisée d'animation des années 1960 Les Contes du Magicien d'Oz (1961) ainsi que dans le téléfilm Return to Oz (1964). Il a joué le rôle de personnage du libraire Avram dans le film de 1971 Un violon sur le toit, qui a remporté trois Oscars et a été nommé dans sept autres catégories en 1972.
Scopp est mort à Toronto en juillet 2021 à l'âge de 101 ans.

## Filmographie

### comme acteur
- 1954 : Howdy Doody (série télévisée) : Clarabell
- 1961 : Tales of the Wizard of Oz (série télévisée) : Socrates the Scarecrow (voix)
- 1961 : One Plus One (segment Homecoming)
- 1961 : Les Yeux de l'enfer (The Mask)
- 1964 : Return to Oz (TV) : Socrates (the Scarecrow) (voix)
- 1964 : Rudolph, the Red-Nosed Reindeer (TV) : Head Elf / Other Elves / Jeering Reindeers (voix)
- 1965 : Willie McBean & His Magic Machine (voix)
- 1967 : L'Araignée (Spider-Man) (série télévisée) : Jewlery Store Clerk (voix)
- 1971 : Un violon sur le toit (Fiddler on the Roof) : Avram
- 1972 : The Sloane Affair
- 1977 : Maria (TV)
- 1983 : Hot Money : David Townsend
- 1983 : Dr. Yes: Hyannis Affair : Detective Carlson
- 1985 : Evergreen (feuilleton TV) : Lerner
- 1985 : The Undergrads (TV) : Hobo
- 1986 : Overnight : Gerald Ecker

### comme scénariste
- 1956 : Night Shift